# جوان تومسون
جوان تومسون (بالإنجليزية: Joanne Thompson)‏ هي لاعب هوكي الحقل بريطانية، ولدت في 13 مايو 1965 في دارتفورد ‏ في المملكة المتحدة.

## وصلات خارجية
- جوان تومسون على موقع اللجنة الأولمبية الدولية (الإنجليزية)
- جوان تومسون على موقع أوليمبيديا (الإنجليزية)